# Katipunan (Philippines)
Pour les articles homonymes, voir Katipunan.
Katipunan est une localité de la province de Zamboanga du Nord, aux Philippines. En 2015, elle compte 45 577 habitants.